# Epomophorus crypturus
Espèce
Répartition géographique
Synonymes
Statut de conservation UICN

LC  : Préoccupation mineure
Epomophorus crypturus, parfois appelée chauve-souris frugivore, ou Epomophore de Peters (en anglais « Peters's epauletted fruit bat ») est une chauve-souris de la famille des Pteropodidae appartenant au genre Epomophorus. On trouve cette espèce en Angola, au Botswana, en République démocratique du Congo, en Eswatini, au Malawi, au Mozambique, en Namibie, en Tanzanie, en Zambie et au Zimbabwe. Son habitat naturel est une zone forestière humide, en bord de rivière, où se trouvent des arbres portant des fruits.

## Taxonomie
Epomophorus crypturus a été décrite en tant que nouvelle espèce en 1852 par le naturaliste allemand  Wilhelm Peters. Peters a prélevé l'holotype en Mozambique lors d'une expédition de 1842 à 1848.